# Ліпниця (Шамотульський повіт)
Ліпниця (пол. Lipnica) — село в Польщі, у гміні Шамотули Шамотульського повіту Великопольського воєводства.
Населення — 629 осіб (2011).
У 1975-1998 роках село належало до Познанського воєводства.

## Демографія
Демографічна структура станом на 31 березня 2011 року:
|          | Загалом | Допрацездатний вік | Працездатний вік | Постпрацездатний вік |
| -------- | ------- | ------------------ | ---------------- | -------------------- |
| Чоловіки | 304     | 92                 | 197              | 15                   |
| Жінки    | 325     | 62                 | 196              | 67                   |
| Разом    | 629     | 154                | 393              | 82                   |